# ريكاردو إسماعيل روخاس
ريكاردو إسماعيل روخاس مندوزا (بالإسبانية: Ricardo Ismael Rojas)‏ (مواليد 26 يناير 1971 في بوساداس، الأرجنتين) هو لاعب كرة قدم باراغواياني دولي سابق كان يلعب كمدافع. اعتزل اللعب عام 2007 مع بيلغرانو. سبق له أن لعب في كأس العالم لكرة القدم مع منتخب بلاده. بدأ مسيرته الرياضية عام 1991 مع سيرو كورا. لعب خلال مسيرته 302 مباريات سجل خلالها هدف واحد.

## مسيرته الكروية
لعب ريكاردو إسماعيل روخاس خلال مسيرته الاحترافية مع 5 أندية في سبعة عشر موسمًا وسجل خلالها 3 أهداف ضمن 301 مباراة. ولم يفز بأي موسم بالكأس وفاز في ثلاثة مواسم بالدوري.
خاض ريكاردو إسماعيل روخاس مسيرته مع نادي ليبرتاد في موسم 1991 ليلعب معه خمسة مواسم، مشاركًا في 67 مباراة سجل خلالها هدفًا واحدًا. ثم انتقل إلى نادي إستوديانتيس دي لا بلاتا في موسم 1995–96 ليلعب معه أربعة مواسم، حيث شارك في 123 مباراة ولم يسجل أي هدف. لينتقل بعدها إلى نادي بنفيكا في موسم 1999–00 ولمدة موسمين، مشاركًا في 32 مباراة ولم يسجل أي هدف أيضًا. ثم انتقل إلى نادي ريفر بليت في موسم 2001–02 ليلعب معه خمسة مواسم، مشاركًا في 69 مباراة سجل خلالها هدفين. هذا وانتقل لاحقًا إلى نادي أتليتيكو بيلغرانو في موسم 2006–07 لمدة موسم واحد، مشاركًا في 10 مباريات ولم يسجل أي هدف.

## روابط خارجية
- ريكاردو إسماعيل روخاس على موقع قاعدة بيانات كرة القدم.إي يو (الإنجليزية)
- ريكاردو إسماعيل روخاس على موقع ناشيونال فوتبول تيمز (الإنجليزية)
- ريكاردو إسماعيل روخاس على موقع Soccerway.com (الإنجليزية)